# Kanton Moisdon-la-Rivière
Der Kanton Moisdon-la-Rivière war bis 2015 ein französischer Wahlkreis im Arrondissement Châteaubriant, im Département Loire-Atlantique und in der Region Pays de la Loire; sein Hauptort war Moisdon-la-Rivière.
Bis 2015 war Jean Massé (DVD) Vertreter im Generalrat des Départements.

## Gemeinden
Der Kanton Moisdon-la-Rivière umfasste die Wahlberechtigten aus fünf Gemeinden:
| Gemeinde                  | Bretonisch     | Einwohner (2012) | Fläche (km²) | Code postal | Code Insee |
| ------------------------- | -------------- | ---------------- | ------------ | ----------- | ---------- |
| Grand-Auverné             | Arweneg-Veur   | 823              | 34,40        | 44520       | 44065      |
| Issé                      | Izeg           | 1846             | 38,66        | 44520       | 44075      |
| La Meilleraye-de-Bretagne | Melereg-Breizh | 1447             | 27,63        | 44520       | 44095      |
| Louisfert                 | Lufer          | 918              | 18,16        | 44110       | 44085      |
| Moisdon-la-Rivière        | Maezon-ar-Stêr | 1945             | 50,43        | 44520       | 44099      |
| Kanton                    |                | 6979             | 169,28       | –           | 4419       |